# Liste der Straßburger Domprediger

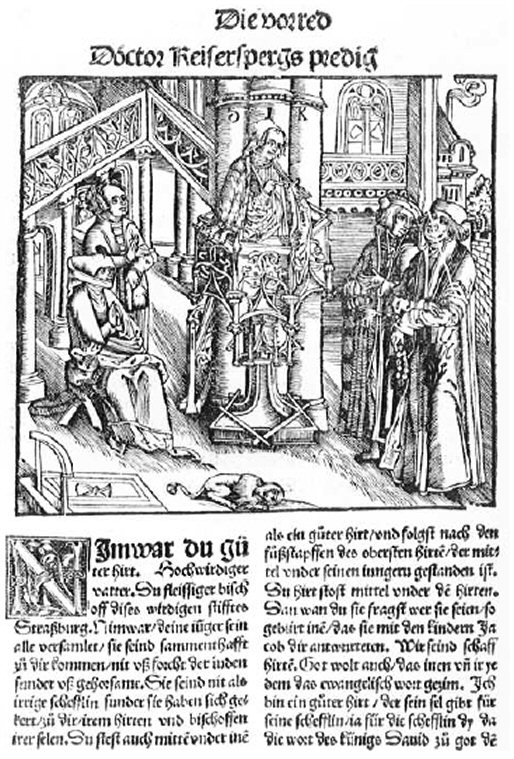
Domprediger Johann Geiler von Kaysersberg auf der Kanzel des Straßburger Münsters um 1500; Predigtdruck

Am Straßburger Münster wurde erstmals 1478 eine Stelle des Dompredigers gestiftet. Das Münster wurde 1524 vom Stadtrat dem protestantischen Glauben zugewiesen und am 30. September 1681 im Rahmen der französischen Reunionspolitik an die Katholiken zurückgegeben.
Als Dom- oder Münsterprediger waren in Straßburg tätig:
| Name                                       | von                       | bis                                        | Konfession                                                       |
| ------------------------------------------ | ------------------------- | ------------------------------------------ | ---------------------------------------------------------------- |
| Johann Geiler von Kaysersberg              | 1478                      | 1510                                       |                                                                  |
|                                            |                           |                                            |                                                                  |
| Matthäus Zell                              | 1518                      | 1548                                       | ab 1521 lutherisch                                               |
| Kaspar Hedio                               | 1523                      | 1548                                       | protestantisch                                                   |
| Johannes Anglicus                          | 1536                      | 1577 (zuerst Helfer, ab 1563 Freiprediger) | protestantisch                                                   |
| Ludwig Rabus                               | 1548                      | 1548?                                      | protestantisch                                                   |
| Johann Flinner                             | 1561                      | 1578                                       | protestantisch                                                   |
|                                            |                           |                                            |                                                                  |
| Johannes Pappus                            | 1578                      | 1610                                       | lutherisch                                                       |
| Elias Schadäus                             | 1581                      | 1593                                       | lutherisch                                                       |
| Johann Georg Dorsche                       | 1627                      | 1653                                       | lutherisch                                                       |
| Johann Conrad Dannhauer                    | 1657                      | 1666                                       | lutherisch                                                       |
| Balthasar Friedrich Saltzmann I.           | 1644                      | 1681                                       | lutherisch (zuerst „Freiprediger“, ab 1659 Pfarrer)              |
| Philipp Jacob Spener                       | 1663                      | 1666                                       | lutherisch (als „Freiprediger“ ohne Verpflichtung zur Seelsorge) |
| Balthasar Bebel                            | 1667                      | 1686                                       | lutherisch                                                       |
| Philipp Gersenius SJ                       | Ende des 17. Jahrhunderts |                                            | katholisch                                                       |
|                                            |                           |                                            |                                                                  |
| Bruno Franz Leopold Liebermann             | 1784 / 1801               | 1787 / 1803                                | katholisch                                                       |
| Simon Ferdinand Mühe (Schüler Liebermanns) | 1812                      | † 1865                                     | katholisch                                                       |
|                                            |                           |                                            |                                                                  |
| Peter Haßlacher SJ                         | 1844?                     | 1849                                       | katholisch                                                       |
|                                            |                           |                                            |                                                                  |
| Michael Felix Korum                        | 1880er-Jahre              |                                            | katholisch                                                       |
|                                            |                           |                                            |                                                                  |
| Peter Lorson SJ                            | 1933                      | ?                                          | katholisch                                                       |